# Blackawton
Blackawton – wieś w Anglii, w hrabstwie Devon, w dystrykcie South Hams.